# Дамлонг
Дамлонг (кхмер. កោះតាង), реже Иль-Плат (фр. île plat) — остров, расположенный в 54 км от побережья Камбоджи. Остров относится к провинции Кампонгсаом. Дамлонг, Муй, Пий и Туть вместе с близлежащим островом Танг (остров) образует одноимённый архипелаг. Наряду с островами Принг и Пуливай, Дамлонг и соседние острова были арендованы российским предпринимателем Сергеем Полонским для создания проекта «Архипелаг» и развития туризма на островах Камбоджи.

## География
Остров сложенный коренными породами, плоский по форме покрыт непроходимыми джунглями. Основная часть побережья острова образована скальными породами, в западной части острова есть небольшой пляж. В 1,3 км на запад расположен остров Туть, в 2,2 км на север — остров Танг. Восточнее располагаются два острова — Кох Муй и Кох Пий, расположенные в 6,2 и 7,4 км соответственно.

## История
Остров Дамлонг, также как и соседние острова сильно пострадал во время Вьетнамской войны. 12 мая 1975 года американское торговое судно «Маягуэс» (Mayagüez), шедшее в камбоджийских территориальных водах, было остановлено патрульными катерами «красных кхмеров». Это произошло месяц спустя после захвата Пол Потом власти в Камбодже и две недели спустя после окончания войны во Вьетнаме. Корабль был поставлен на якорь, а его экипаж, подозреваемый в шпионаже, впоследствии переправлен на материк.
Администрация США восприняла произошедшее как вызов, брошенный стране после недавнего поражения в Индокитае. Практически сразу был принят курс на проведение военной операции по освобождению экипажа. Американская авиация атаковала все камбоджийские катера, обнаруженные в этом районе, чтобы парализовать сообщение между островом и материком.
В ходе боевых действий на соседнем Кох-Танге погибло 15 и пропало без вести 3 американских военнослужащих (почти все потери понесены на восточном пляже, где были сбиты два вертолёта). Кроме того, 23 американца погибли в катастрофе вертолёта в Таиланде во время подготовки операции. Имена всех американцев, погибших в этих событиях (в том числе в Таиланде), перечислены на стене Мемориала ветеранов Вьетнамской войны в Вашингтоне.

## Поселения и инфраструктура
На острове отсутствует какая-либо инфраструктура, так как до недавнего времени он был необитаем. Однако в 2015 году на острове в рамках проекта по развитию туризма на «дальних островах» был построен отель и дайв-центр. В планах по развитию острова планируется создание искусственных рифов, а также подводного музея войны.